# Patrik Rosenholm
Patrik Rosenholm (* 5. März 1988 in Lidingö) ist ein schwedischer Tennisspieler.

## Karriere
Rosenholm spielt hauptsächlich auf der ATP Challenger Tour und der ITF Future Tour. Er gewann bislang sieben Einzel- und acht Doppeltitel auf der Future Tour. Sein Debüt auf der ATP World Tour gab er im Juli 2011 bei den SkiStar Swedish Open in Båstad, für die er in der Doppelkonkurrenz zusammen mit Carl Bergman eine Wildcard erhielt. In der ersten Runde des Hauptfeldes verloren sie gegen David Marrero und Rubén Ramírez Hidalgo mit 6:7 (5:7), 4:6. Ein Jahr später gab Rosenholm sein Debüt auch im Einzelbewerb. Für das Turnier in Stockholm erhielt er eine Wildcard und er besiegte dort in Runde eins überraschend Gaël Monfils in drei Sätzen, ehe er im Achtelfinale Michail Juschny in zwei Sätzen unterlag.